# Taormina Film Fest
Il Taormina Film Fest è un festival cinematografico internazionale che si svolge a Taormina, comune della città metropolitana di Messina.
Ha ospitato registi famosi come Federico Fellini nel 1965, Woody Allen nel 1971, John Woo nel 2000, Francis Ford Coppola nel 2022 e Martin Scorsese nel 2025. Nel corso della manifestazione non mancano anteprime da tutto il mondo, cortometraggi e retrospettive.
L'evento si articola anche in un concorso che presenta varie opere in anteprima internazionale, in una serie di lezioni di cinema dette Campus tenute da noti cineasti. Le prime serali si svolgono nel Teatro antico di Taormina.

## Storia
Nasce a Messina nel 1955 e nel 1957 diventa Rassegna cinematografica internazionale di Messina e Taormina. Nello stesso anno vennero istituiti i "Cariddi d'argento". Dal 1957 al 1980 ospita quasi consecutivamente la consegna dei premi David di Donatello.
Nel 1970 la rassegna si sdoppia, e viene creato a Taormina il "Festival internazionale del cinema di Taormina" a carattere competitivo con il Gran premio delle nazioni, che si svolgeva parallelamente alla rassegna e che quell'anno venne assegnato a Sydney Pollack per il film Non si uccidono così anche i cavalli?.
La rassegna dal 1971 si svolge esclusivamente a Taormina, e ha ospitato al Teatro antico nel corso degli anni molte star del cinema internazionale: da Elizabeth Taylor a Marlene Dietrich, da Sophia Loren a Cary Grant, da Marlon Brando a Charlton Heston, da Audrey Hepburn a Gregory Peck, da Tom Cruise a Melanie Griffith, Antonio Banderas, Robert De Niro, Michael Douglas.
Nel 1972 il Festival di Taormina fu caratterizzato da una contestazione politica: in quell'anno Alessandro Anastasi, critico di un giornale siciliano di estrema destra, venne nominato vicedirettore della kermesse; diverse organizzazioni sindacali e professionali del settore protestarono contro questa scelta e due giorni prima dell'inizio della rassegna il direttore Guglielmo Biraghi e i critici del Sindacato Nazionale Critici Cinematografici Italiani che componevano la giuria si dimisero in gruppo. Anche otto registi - Bertolucci, Carpi, Comencini, De Concini, Ferreri, Maselli, Onorato, Scola - parteciparono al boicottaggio. 
Dal 1981 ai primi tre film si assegnarono i Cariddi d'oro, d'argento e di bronzo, e le Maschere di Polifemo (d'oro, d'argento e di bronzo) alle migliori interpretazioni. Nel 1984 approdò a Taormina il premio Nastro d'argento del sindacato giornalisti cinematografici.
L'edizione del 1997 è stata curata dal direttore artistico Enrico Ghezzi e si è svolta al palazzo dei congressi di Taormina dal 23 al 29 luglio 1997, col nome di "XLIII Rassegna cinematografica internazionale di Messina e Taormina" e "XXVII Festival internazionale del cinema di Taormina". La direzione di Enrico Ghezzi aveva apportato alla rassegna siciliana un taglio rigidamente cinefilo, ribattezzando la rassegna TaoFest.

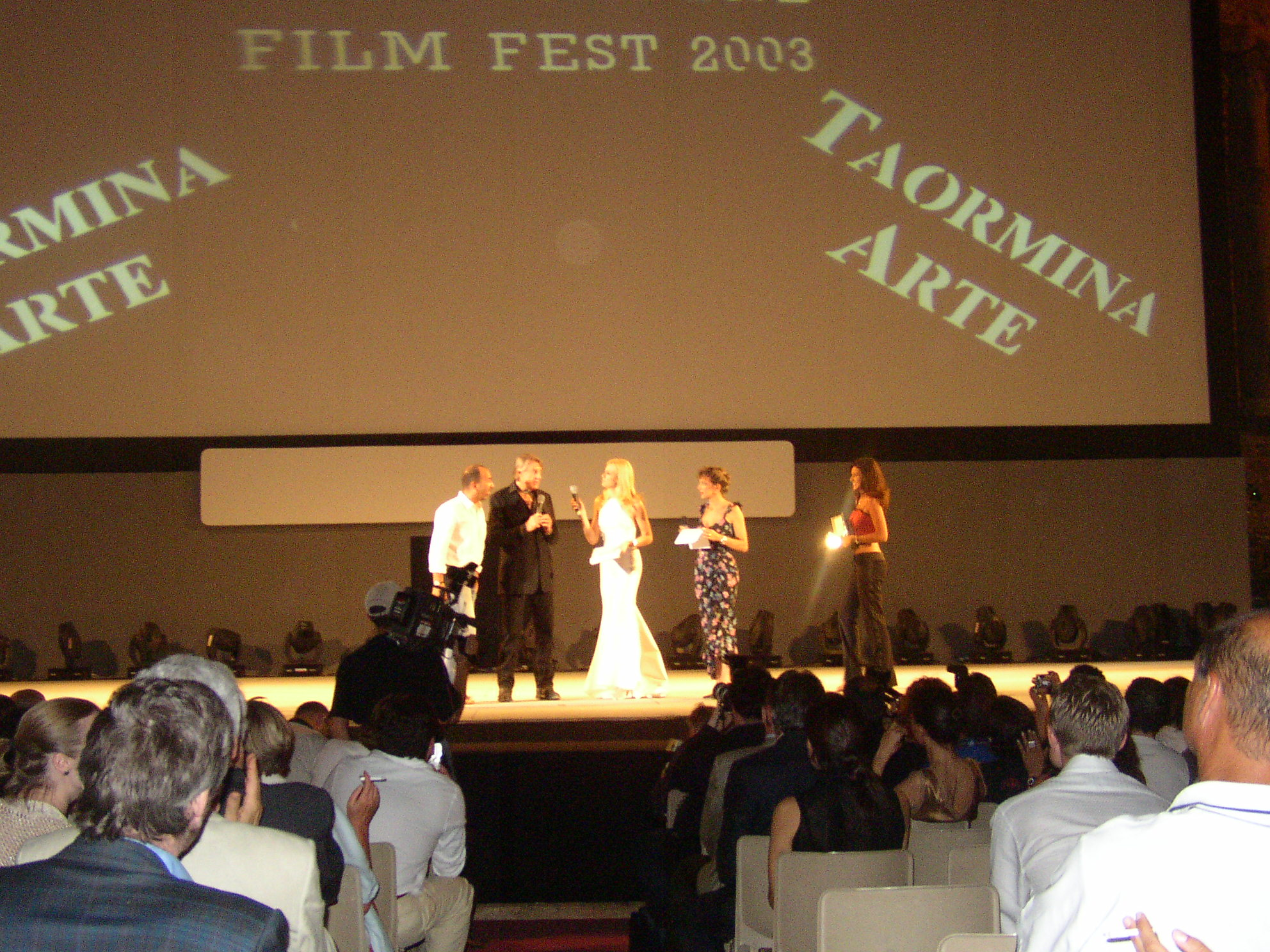
L'edizione 2003

Il festival, inserito all'interno di Taoarte, è stato poi diretto dal 1999 al 2006 da Felice Laudadio, che si è adoperato per far giungere nella tarda estate siciliana i grossi nomi del cinema mondiale. La manifestazione dal 2000 ospita di nuovo la cerimonia annuale di assegnazione dei Nastri d'argento del Sindacato giornalisti cinematografici italiani. Nel 2004 si è tenuta l'edizione del cinquantenario.
Dall'edizione del 2007, la direzione è stata assunta da Deborah Young, per molti anni vice-direttore di Laudadio. In questa edizione fu proiettato il 21 giugno 2007 il film Transformers in anteprima europea con il regista Michael Bay e parte del cast presenti.
Dal 2012 al 2014 il festival è stato presieduto da Tiziana Rocca e Mario Sesti ne ha assunto la direzione editoriale, con una parte del team che assieme a lui aveva coordinato la sezione Extra del Festival di Roma. Nei primi due anni di questa gestione il festival elimina il concorso e propone una sezione di commedie e horror internazionali accanto alle consuete anteprime serali come quella di Man of Steel con tutto il cast e il regista, o quella di The Lone Ranger. Nel 2015 Tiziana Rocca nomina una direzione a quattro con Jacopo Mosca, Chiara Nicoletti, Gabriele Niola e Franco Montini, il festival apre con Inside Out, tra gli ospiti internazionali c'è Rosario Dawson che riceve il premio per il suo impegno sociale.
Nel 2017 la direzione si asciuga lasciando Jacopo Mosca e Chiara Nicoletti direttori. Dal 2018 l'organizzazione è stata affidata al gruppo Videobank.
La 65ª edizione del 2019 è stata presentata durante la settimana dei premi Oscar a Los Angeles. Prevede incontri con Nicole Kidman, Oliver Stone, Richard Dreyfuss e altre stelle del cinema, su espresso volere degli autori Oliver Stone e Igor Lopatonok viene trasmesso gratuitamente al pubblico il docufilm in anteprima Revealing Ukraine, sequel del lavoro già intrapreso da Lopatonok con il suo Ukraine on Fire, presentato in anteprima al Taormina Film Fest (2016). Tra le anteprime nazionali Tolkien di Dome Karukoski, Yesterday di Danny Boyle, e Spider-Man: Far From Home da Marvel Studios.
Il logo e la data della 66ª edizione vengono annunciati il 9 gennaio 2020. Il Film Fest vede Leo Gullotta alla direzione artistica e come parte del comitato. Rinviato per la pandemia COVID-19, il festival si è svolto dall'11 al 19 luglio 2020 in un'edizione semi-digitale con la partecipazione di MYmovies per lo streaming e altre proiezioni in sala ma con un numero di spettatori ridotto di 2/5. Leo Gullotta ha rinunciato al suo compenso e confermato la sua partecipazione. Tra gli ospiti Willem Dafoe, Emmanuelle Seigner, Vittorio Storaro e Nikolaj Coster-Waldau. Tra i film in anteprima Heart and Bones diretto da Ben Lawrence con Hugo Weaving, Devotion diretto da Giuseppe Tornatore.
La 67ª edizione del Taormina Film Fest si è tenuta dal 27 giugno al 3 luglio 2021. Il 2 luglio fu proiettato Bronte: cronaca di un massacro che i libri di storia non hanno raccontato, nella nuova edizione digitale del film di Florestano Vancini, versione integrale curata dallo stesso regista insieme alla Cineteca Nazionale. Il 3 luglio fu proiettato in anteprima europea Black Widow diretto da Cate Shortland con Scarlett Johansson, registrò il tutto esaurito nonostante le restrizioni per covid-19.

## Premi
- Cariddi d'oro, per il miglior film
- Cariddi d'argento, per la migliore regia
- Cariddi d'argento, per la migliore sceneggiatura
- Premio Cariddi al miglior documentario
- Maschera di Polifemo, migliore interpretazione femminile
- Maschera di Polifemo, migliore interpretazione maschile
- Taormina Arte Award, viene assegnato a un massimo di 8 individui che hanno dato uno spiccato contributo come registi, per la carriera
- Premio "Paola Ferrari De Benedetti" per la migliore opera indipendente
- Premio Arancio d'oro al miglior film

## Direttori

### Direttori del Festival
- Arturo Arena (1955)
- Michele Ballo (1956-1968)
- Giuseppe Campione (1969-1970)
- Gian Luigi Rondi (1971-1980)
- Guglielmo Biraghi (1981-1990)
- Enrico Ghezzi (1991-1998)

### Direttori del Taormina Film Fest
- Felice Laudadio (1999-2006)
- Deborah Young (2007-2011)
- Mario Sesti (2012-2014)
- Gabriele Niola, Jacopo Mosca, Chiara Nicoletti e Franco Montini (2015)
- Jacopo Mosca e Chiara Nicoletti (2016-2017)
- Gianvito Casadonte e Silvia Bizio (2018-2019)
- Leo Gullotta e Francesco Calogero (2020)
- Alessandra De Luca, Federico Pontiggia, Francesco Alò (2021)
- Marco Muller (2024)

## Edizioni
- Taormina Film Fest 2005
- Taormina Film Fest 2006
- Taormina Film Fest 2007
- Taormina Film Fest 2024
- Taormina Film Fest 2025